# بولانجاک
بولانجاک (به ترکی استانبولی: Bulancak) شهری است در کشور ترکیه که در استان گره‌سون واقع شده‌است. جمعیت این شهر بر اساس سرشماری سال ۲۰۰۸ میلادی ۳۶٬۵۰۵ نفر و بر اساس برآوردهای سال ۲۰۰۹ میلادی ۳۵٬۹۸۹ نفر می‌باشد.